# Олійник Василь Іванович
Василь Іванович Олійник (27 вересня 1948, м. Заліщики, Тернопільська область — 20 вересня 2017, м. Заліщики, Україна) — український історик, археолог, краєзнавець, музеєзнавець. Член Головної ради Українського товариства охорони пам’яток історії та культури (1990), член Всеукраїнської спілки краєзнавців України (1992), член історико-філософських (1998) та археологічних (2002) секцій Наукового товариства імені Тараса Шевченка.

## Життєпис
Закінчив історичний факультет Київського університету (1976, нині національний університет). Під час навчання брав участь Дністровській археологічній експедиції під керівництвом Юрія Малєєва.
Проходив службу в армії.
Працював:
- у школах Заліщицького району, де організовував краєзнавчі гуртки й кімнати-музеї;
- старшим науковим працівником (1981—1997), завідувачем Заліщицького відділу Тернопільського обласного краєзнавчого музею (30 квітня 1997 — 2002[2]);
- директором Заліщицького районного комунального краєзнавчого музею (2002—2014[2]);
- редактором 3 випусків науково-краєзнавчого літопису Заліщанщини «Гомін віків» (2010—2012).

### Громадська діяльність
Співініціатор створення у Заліщиках музею «Стрілецької слави» (1992), встановлення пам’ятника М. Гайворонському (1992), історику В. Веризі (с. Заліщики), письменнику Д. Чайковському (у місцевій школі відкрився меморіальний музей Д. Чайковського), єпископу С. Дмитерку (с. Мишків); меморіальних таблиць В. Баранику (1994), патріархові Мстиславу (С. Скрипнику; 1998), М. Голинському (2003; також на батьківщині співака в с. Вербівка Рожнятівського району Івано-Франківської области, 2004), пам’ятного знака О. Кандибі-Ольжичу
(1997)
У 2011 році долучився до відкриття пам'ятника жертвам Голокосту в Заліщиках та меморіальної дошки археологу Ю. Малєєву на будинку Заліщицького районного будинку дитячої та юнацької творчості, де він колись був старостою археологічного гуртка.

### Археологічна діяльність
У 1963 році захопився краєзнавством. Під керівництвом Л. Скибіцького, О. Тура, І. Свєшнікова він у 1967 році пише своє перше дослідження «Археологічні памʼятки Лисичників».
12 червня 1990 році створив та очолив власну Південно-Тернопільську археологічну експедицію. Перші дослідження на чолі власної експедиції він здійснив в урочищі Городище с. Лисичники (Тернопільщина). Загалом було обстежено 564 м2 стародавнього багатошарового поселення. Під час археологічних робіт у 1991 р. виявлено поховання дитини Комарівської археологічної культури (XVI—XV ст. до н. е.), в 1992 р. — житло культури Ноа. Загалом за 11 сезонів на багатошаровому поселенні Городище с. Лисичники було виявлено артефакти трипільської, комарівської, Ноа, ґава-голіградської, черняхівської культур та пізньосередньовічного часу, про що свідчать експонати Заліщицького краєзнавчого музею.
У 1998 році під час розвідки поблизу с. Кошилівці в урочища Обоз Південно-Тернопільська археологічна експедиція виявила артефакти ґава-голіградської та давньоруської культур, а також предмети, що належать до XVII–XVIII ст. Того ж року В. Олійник організував на базі Заліщицького районного краєзнавчого музею Міжнародну археологічну конференцію «Трипільське поселення Кошилівці-Обоз» до 120-річчя відкриття поселення, яка зібрала науковців із України, РФ та Польщі.
Працюючи під керівництвом досвідчених археологів, а згодом на чолі власної експедиції, В. Олійник обстежив у Заліщицькому р-ні низку печер: Кошова та Лиличка в с. Лисичники, Дятел у с. Голігради, Кирнички у с. Городок, Татарка в с. Зелений Гай.
У 2000 році, коли Південно-Тернопільська археологічна експедиція досліджувала пшеворське поховання поблизу с. Шипівці. Тут, в ур. Глинка, у похованні був виявлений перепалений залізний меч I ст., п’ять разів зігнутий і тричі переламаний. Довжина меча становила 101,4 см, ширина клинка 3,4 см. Під час експедиції було відкрито 105 стародавніх поселень у Заліщицькому, Борщівському, Чортківському та Теребовлянському районах на Тернопільщині.

### Наукова діяльність
Наукові інтереси В. Олійника доволі різноманітні. Крім археології, він цікавився знаними постатями краю, багато часу приділяв вивченню маловідомих фактів нашого минулого. Одним із об’єктів таких досліджень став монетний скарб (близько тисячі монет), знайдений у с. Касперівці Заліщицького району, а також амфора III–IV ст., виявлена в с. Іване-Золоте.
Автор буклетів «Михайло Гайворонський — сурмач Війська Січового» (1992), «Заліщики» (1996), близько 300 статей і понад 30 наукових досліджень; співавтор туристичного путівника «Земля Тернопільська» (2003); співупорядник бібліографічного посібника «З любов’ю до краю» (1998); та підготував до друку праці «Історія церкви Святої Покрови в селі Лисичники», «Християнські святині міста Заліщики» та «Костел святого Станіслава в Заліщиках» (2013).
Праці
- Олійник В. І. Звіт про роботу Південно-Тернопільської археологічної експедиції Заліщицького відділу Тернопільського краєзнавчого музею у 1990 році. — Заліщики, 1991. — 63 с.
- Олійник В. Михайло Гайворонський — композитор, диригент і поет // Наукові записки / Тернопільський краєзнавчий музей. — Тернопіль [б. в.], 1993. — С. 100–108.
- Олійник В. І., Олійник Г. І. Диригент Степан Корінь // Матеріали IX Подільської історико-краєзнавчої конференції [редкол.: І. С. Винокур (голова), М. М. Дарманський (заст. голови), О. М. Завальнюк, Л. В. Баженов, А. О. Копилов та ін.]. — Кам’янець-Подільський: [Кам’янець-Поділ. друк.], 1995. — C. 399–400.
- Олійник В. І. Дослідження монетного скарбу в с. Касперівці на Тернопільщині // V міжнародна археологічна конференція студентів та молодих вчених (Київ, 22–24 квітня 1997 р.). Наукові матеріали. — Київ: КДУ, 1997. — 315 с.
- Олійник В.І., Ротар О. В. Амфора III–IV ст. з с. Іване-Золоте на Тернопільщині // V міжнародна археологічна конференція студентів та молодих вчених (Київ, 22–24 квітня 1997 р.). Наукові матеріали. — Київ: КДУ, 1997. — 315 с.
- Олійник В. Трипільська антропоморфна і зооморфна пластика Заліщанщини // Міжнародна археологічна конференція «Трипільське поселення Кошилівці-Обоз» (до 120-річчя відкриття). Наукові матеріали (25–27 вересня 1998 р.). — Заліщики [б. в.], 1998. — С. 54–60.
- Олійник В. Дослідження печер на Заліщанщині // Археологія Тернопільщини. — Тернопіль: Джура, 2003. — С. 81–87.
- Олійник В. Скарбниця пам’яті (Заліщицькому районному комунальному краєзнавчому музею — 30). — Чортків, 2004. — 11 с.
- Олійник В., Михайловський Я. Пшеворське поховання поблизу с. Шипівці на Тернопільщині // Матеріали і дослідження з археології Прикарпаття і Волині. Вип. 10. — Львів: Ін-т українознавства ім. І. Крип’якевича НАН України, 2006. — С. 122–123.
- Олійник В., Ротар О. Поселення черняхівської культури біля с. Лисичники // Старожитності Верхнього Придністров’я. Ювілейний збірник на честь 60-річчя Юрія Миколайовича Малєєва (1941–2006)  / Упоряд., передмова С. І. Климовський; Вступ. слово В. А. Лавренюк. — Київ: Стилос, 2008. — 203 с.
- Олійник В. Святиня над Дністром (до 100-річчя церкви Архангела Михаїла в Печорні). — ЧернівціПечорна, 2009. — 31 с.
- Олійник В. Дослідження Південно-Тернопільської археологічної експедиції  // Гомін віків. Науковокраєзнавчий літописний збірник Заліщанщини. Вип. 1. — Заліщики, 2010. — С. 15.
- Олійник В. Костел святого Станіслава в Заліщиках (до 250-річчя побудови храму). — Чернівці: Місто, 2013. — 80 с.